# Samlingsspel från Fallout
Flera samlingsspel från spelserien Fallout har lanserats. Fallout, det första spelet i den postapokalyptiska datorrollspelsserien, släpptes under 1997 av Interplay Entertainment och sedan dess har spel såsom Fallout 2 (1998), Fallout 3 (2008), Fallout: New Vegas (2010) och Fallout 4 (2015) lanserats. Det första samlingsspelet, Fallout/Fallout 2, släpptes under 2000 och har följts upp av Fallout Collection (2002) och Fallout Anthology (2015).

## Fallout/Fallout 2
Fallout/Fallout 2 är det första samlingsspelet från spelserien Fallout. Spelet innehåller en sammanställning av:
- Fallout
- Fallout 2

Fallout
Den första delen i serien kom ut den 30 september 1997. Huvudpersonen kommer från en underjordisk bunker som heter Vault 13 där människor som har överlevt kärnvapenkriget har samlats i ett skyddat samhälle. Krigets förflutna började med att Kina invaderade Alaska några år efter starten av det så kallade The Resource Wars som varade mellan 2052 och 2077. Efter flera års konflikt tills den 23 oktober 2077 släpptes atombomber över hela Nordamerika. Ingen vet vem var det som började, varken var det Kina eller USA. Den hemligheten kommer att vara begravd under jorden resten av människans historia. Historien tar sin början när utrustningen för att rena vatten i bunkern har gått sönder. Spelarens uppdrag går ut på att hitta ett kontrollchip till utrustningen så att Vault 13 kan räddas.
Fallout 2
Fallout 2 utspelas 80 år efter det första spelet. Huvudpersonen från det första spelet lämnade Vault 13 och bildade en ny bosättning i ödemarken tillsammans med några andra människor i samma situation. Han dog senare av hög ålder och hans ättlingar tog över stammen. Precis som Vault 13 hotas byn av en förstörd livsmiljö då barn och husdjur blir sjuka och grödor växer dåligt. Det är nu spelarens uppgift att som medlem i stammen ge sig ut på jakt efter en förkrigsapparat som kallas G.E.C.K. (Garden of Eden Creation Kit), en maskin som man hoppas kan ställa allt tillrätta igen genom att hjälpa miljön anpassa sig så att allt kan växa igen. Ödemarken behärskas fortfarande av lika kriminella gäng och muterade varelser så uppgiften blir inte lättare än i första spelet.

## Fallout Collection
Fallout Collection (även kallat Fallout: The Ultimate Collection, Fallout Radioactive och Fallout Trilogy) är det andra samlingsspelet från spelserien Fallout. Spelet innehåller en sammanställning av:
- Fallout
- Fallout 2
- Fallout Tactics

Fallout Tactics
Fallout Tactics handlar om det fiktiva brödraskapet Brotherhood of Steel, vilka har blivit engagerade i ett desperat krig. Inuti spelet så centreras handlingen ofta runt de strider som brödraskapet tvingas utkämpa. Olikt de tidigare spelen så fokuserar inte Fallout Tactics på städer utan man vistas ofta i bunkrar, vilka utgör ett sorts huvudkvarter för brödraskapet. I dessa bunkrar får man uppdrag från en general och efter det kan man välja att antingen utforska lite eller bege sig direkt till den plats där striden kommer att äga rum. Väl framme får man en karta, där ens uppdrag är utmärkt med vissa noteringar.

## Fallout Anthology
Fallout Anthology är det tredje samlingsspelet från spelserien Fallout. Förpackningen är i form av en mini nuke och kan spela upp ett bombljud. Spelet innehåller en sammanställning av:
- Fallout
- Fallout 2
- Fallout Tactics
- Fallout 3: Game of the Year Edition
- Fallout: New Vegas Ultimate Edition

Fallout 3
Fallout 3 utspelas 2277, i en alternativ verklighet där ett kärnvapenkrig mellan USA och Kina har lämnat Washington, D.C. i ruiner. Spelaren antar rollen som en invånare i Vault 101, ett av många skyddsrum som byggdes för att skydda ett fåtal personer i händelse av ett kärnvapenkrig. När spelarens far försvinner under mystiska omständigheter tvingas spelaren lämna skyddsrummet och bege sig ut i vad som är kvar av Washington, D.C. för att hitta honom. I Game of the Year Edition följer även samtliga fem nedladdningsbara expansionerna med.
Fallout: New Vegas
Fallout: New Vegas utspelar sig i en postapokalyptisk och retrofuturistiskt Las Vegas, efter The Great War mellan USA och Kina, vilket var ett kärnvapenkrig som inträffade mellan den 22 oktober och den 23 oktober 2077. Kriget varade i mindre än två timmar, trots det orsakade det stora skador och förödelse. Innan det stora kriget pågick The Resource Wars, då de Förenta Nationerna upplöstes, en farsot härjade i USA och Kanada införlivades till USA. Las Vegas, som har döpts om till New Vegas, i sig hade inte drabbats så hårt som de flesta andra städer i USA och många av stadens byggnader har lämnats intakta. Hooverdammen försörjer fortfarande staden med el och vatten, men bara till dem som kontrollerar det. Spelet utspelar sig även i Mojaveöknen, som är i spelet känd som Mojave Wasteland. I Ultimate Edition följer även samtliga fem nedladdningsbara expansionerna med.

## Fallout Legacy Collection
Fallout Legacy Collection är det fjärde samlingsspelet från spelserien Fallout. Spelet innehåller en sammanställning av:
- Fallout
- Fallout 2
- Fallout Tactics
- Fallout 3: Game of the Year Edition
- Fallout: New Vegas Ultimate Edition
- Fallout 4: Game of the Year Edition

Fallout 4
Fallout 4 tar plats i ett postapokalyptiskt och retrofuturistiskt Boston, Massachusetts och i andra delar av New England - numera känt som The Commonwealth - i efterdyningen av ett kärnvapenkrig. Till skillnad från tidigare titlar börjar berättelsen i Fallout 4 innan kärnvapenkriget brutit ut. Datumet är den 23 oktober 2077 och huvudpersonen tar skydd i ett skyddsvalv med sin familj, då de får veta att kärnvapenkriget är på väg. 200 år senare vaknar huvudpersonen och visar sig vara den enda överlevande personen i skyddsvalvet.